# Emraan Hashmi
Emraan Anwar Hashmi (Mumbai, 24 marzo 1979) è un attore indiano.

## Filmografia parziale
- Footpath, regia di Vikram Bhatt (2003)
- Murder, regia di Anurag Basu (2004)
- Zeher, regia di Mohit Suri (2005)
- Aashiq Banaya Aapne, regia di Aditya Datt (2005)
- Chocolate, regia di Vivek Agnihotri (2005)
- Kalyug, regia di Mohit Suri (2005)
- Once Upon a Time in Mumbaai, regia di Milan Luthria (2010)
- The Dirty Picture, regia di Milan Luthria (2011)
- Murder 2, regia di Mohit Suri (2011)
- Shanghai, regia di Dibakar Banerjee (2012)